# Saint-Martin-du-Bois (Gironde)
Saint-Martin-du-Bois francia település Gironde megyében, az Aquitania régióban. Lakosainak száma 845 fő (2022. január 1.). Lakóit Saint-Martinoises-nek és Saint-Martinois-nek nevezik.

## Adminisztráció
Polgármesterek:
- 2001–2008 Jean-Marie Bierre
- 2008–2020 Philippe Faurt

## Demográfia
| Lakosok száma | 403  | 441  | 529  | 759  | 840  | 860  | 862  | 844  | 835  | 845  |
|               | 1968 | 1982 | 1990 | 2006 | 2013 | 2015 | 2017 | 2019 | 2020 | 2022 |

## Látnivalók
- Római templom